# 向原敏和
向原 敏和（むこうはら としかず、1965年8月26日 - ）は、日本の銀行家。日本マスタートラスト信託銀行社長。

## 来歴
名古屋大学法学部を卒業し、1988年 三菱信託銀行に入行。
2017年6月1日 三菱UFJトラストシステム取締役社長兼三菱UFJ信託銀行執行役員兼三菱UFJ信託銀行役員付部長。2019年4月1日 三菱UFJフィナンシャル・グループ常務執行役員兼三菱UFJ信託銀行常務執行役員。
2021年4月1日より日本マスタートラスト信託銀行代表取締役。

## 略歴
- 1988年4月：三菱信託銀行に入行。
- 2014年5月27日：三菱UFJ信託銀行システム企画部役員付部長。
- 2014年6月27日：三菱UFJ信託銀行システム企画部長。
- 2015年6月24日：三菱UFJフィナンシャル・グループ執行役員 兼 三菱UFJ信託銀行業務IT企画部役員付部長。
- 2016年6月28日：三菱UFJフィナンシャル・グループ行執行役員 兼 三菱UFJ信託銀行業務IT企画部長。
- 2017年6月1日：三菱UFJトラストシステム取締役社長 兼 三菱UFJ信託銀行執行役員 兼 三菱UFJ信託銀行役員付部長。
- 2019年4月1日：三菱UFJフィナンシャル・グループ常務執行役員 兼 三菱UFJ信託銀行常務執行役員。
- 2021年4月1日：日本マスタートラスト信託銀行代表取締役社長。